# Wilczycy
Wilczycy (pol. Wilczyce, biał. Вільчыцы; ros. Вильчицы, Wilczicy) – wieś na Białorusi, w obwodzie mohylewskim, w rejonie mohylewskim, w sielsowiecie Wiejna.
Wieś Wilczyce ekonomii mohylewskiej w drugiej połowie XVII wieku. 
W pobliżu agromiasteczka Waschod, jeden kilometr od Wilczyc, przy drodze z Mohylewa do Homla, znajduje się miejsce, w którym NKWD dokonywało masowych egzekucji w okresie wielkiego terroru w latach 1937-1938.